# R.M.N.
R.M.N. este un film dramatic din 2022 regizat de Cristian Mungiu după propriul scenariu. Având acțiunea situată într-un sat multietnic din Transilvania (România), în perioada vacanțelor 2019-2020, filmul urmărește un bărbat care se întoarce din Germania și pe fosta sa iubită care lucrează în sat. Mungiu a numit filmul după acronimul românesc pentru rezonanță magnetică nucleară, deoarece filmul este „o investigație a creierului, o scanare a creierului care încearcă să detecteze lucruri aflate sub suprafață”.
Filmul a avut premiera la Festivalul de Film de la Cannes din mai 2022, unde a fost vizionat în competiția principală.

## Distribuție
- Marin Grigore — Matthias
- Judith State — Csilla
- Macrina Bârlădeanu — Ana
- Orsolya Moldován — doamna Dénes
- Andrei Finți — Papa Otto
- Mark Blenyesi — Rudi
- Ovidiu Crișan — domnul Baciu

## Producție
Mungiu a scris scenariul în primăvara anului 2021. Filmările au avut loc din noiembrie 2021 până în ianuarie 2022 în satul Rimetea (jud. Alba) și în alte sate din Transilvania.

## Lansare
Filmul a avut premiera la Festivalul de Film de la Cannes din 2022, unde a fost prezentat în competiția principală. În mai 2022, înainte de premieră, IFC Films⁠(d) a achiziționat drepturile de difuzare ale filmului în America de Nord.și a lansat filmul în cinematografele din SUA pe 28 aprilie 2023.
Între timp, a fost proiectat la Festivalul Internațional de Film de la Toronto 2022, la categoria Contemporary World Cinema, precum și la cea de-a 29-a ediție a Festivalului de Film European Palić din Serbia și la cea de-a 15-a ediție a Festivalului de Film din Europa Centrală și de Est din Luxemburg.

## Premii
A fost premiat cu Turnul de Aur pentru cel mai bun film la Festivalul de Film European Palić din 2022 și a primit o mențiune specială din partea juriului de presă al Festivalului de film CinEast 2022 din Luxemburg.